# Leonardo Ramos
Leonardo Ramos (født 21. august 1989) er en argentinsk fodboldspiller.